# Augusto Negroni
Augusto Negroni (ur. 4 lutego 1820 w Rzymie, zm. 13 stycznia 1896 w Rzymie), włoski duchowny katolicki, wysoki urzędnik Państwa Papieskiego i Kurii Rzymskiej, jezuita.
Pochodził z rodziny arystokratycznej, był synem Stanislao Negroniego i Celestiny Aquaroni. W 1843 uzyskał doktorat obojga praw. Od 1845, początkowo jako człowiek świecki, pracował jako urzędnik w administracji papieskiej, m.in. w urzędzie gubernatora Rzymu. Był też od 1848 kanonikiem-koadiutorem, a od 1851 kanonikiem kapituły przy bazylice watykańskiej. 18 września 1852 przyjął święcenia kapłańskie. Już jako kapłan był m.in. audytorem w trybunale Roty Rzymskiej. Od lutego 1868 do 1870, tj. do końca funkcjonowania Państwa Papieskiego, zajmował stanowisko ministra spraw wewnętrznych. Papież Pius IX zamierzał powołać go w skład Kolegium Kardynalskiego jako jednego z ważniejszych prałatów kurialnych, ale Negroni odmówił i w 1874 wstąpił do zakonu jezuitów, opuszczając (za zgodą Piusa IX) dwór papieski.